# Maria Parr
Maria Parr (Vanylven; 18 de enero de 1981) es una escritora noruega de literatura infantil.
Sus libros para niños incluyen Vaffelhjarte (2005)  (publicado en inglés como Waffle Hearts en 2013  ) y Tonje Glimmerdal (2009). Por el último libro ganó el Premio Brage 2009. Recibió el premio al usuario del año de Nynorsk en 2010.